# Svappavaara

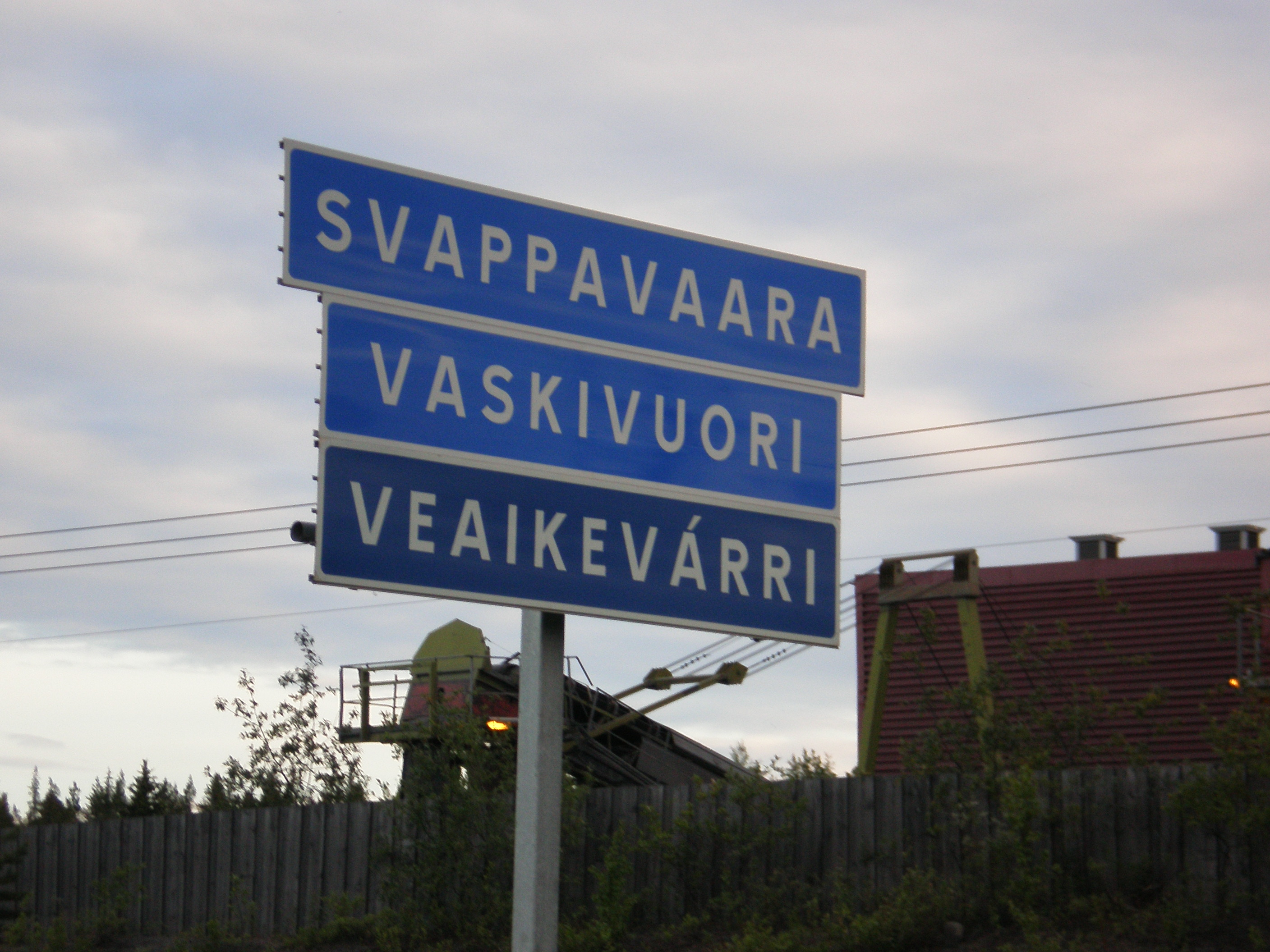
Svappavaara w trzech językach

Svappavaara (meänkeli: Vaskivuori, północnolapoński: Veaikkevárri) – osada, dawniej osiedle górnicze, w północnej Szwecji, w Laponii. Leży w gminie Kiruna w regionie Norrbotten i liczy niecałe 400 mieszkańców (2005). Miejscowość nie posiada praw miejskich. Osiedle leży 50 km na południowy wschód od Kiruny, 80 km na północ od Gällivare/Malmberget i 30 km na zachód od Vittangi.

## Górnictwo
Svappavaarę lokowano na surowym korzeniu w związku z powstającym tu górnictwem w latach 1650, które w dalszym ciągu charakteryzuje osadę. W 1961 roku szwedzka państwowa spółka kopalniana LKAB (szw. Luossavaara-Kiirunavaara Aktiebolag) zadecydowała o uruchomieniu w Svappavaarze odkrywkowej kopalni rudy żelaza. Akcję wydobycia rudy rozpoczęto w 1964 roku w kopalni Leveäniemi, po wybudowaniu bocznicy od głównej linii kolejowej w Kirunie. W połowie lat 70. ludność osiedla wzrosła do około 1500 mieszkańców, z których 500 było zatrudnionych w górnictwie i przetwórstwie rudy przez LKAB. Z powodów ekonomicznych, kopalnia została zamknięta w 1984 roku, jednakże przemysł przetwórczy funkcjonuje nadal i zatrudnia około 120 osób. Korzystne warunki w przemyśle stalowym sprawiły, że pojawiły się plany reaktywizacji kopalni w Svappavaarze.

## Długi Wąż
Najbardziej charakterystycznym budynkiem Svappavaary jest Ormen Långe (w polskim tłumaczeniu Długi Wąż), blok mieszkalny z 1963 roku, zaprojektowany przez Ralpha Erskine. Półokrągły kształt bloku, o długości 200 m i pojemności 91 mieszkań, został dostosowany do surowych subarktycznych warunków klimatycznych. Pierwotne plany obejmowały też budowę (zintegrowanej z blokiem) przykrytej ulicy z pełną gamą usług, jak np. ośrodek zdrowia, sklepy, szkoły i przystanki autobusowe, przez co Svaappavaara miała się stać wzorowym osiedlem górniczym Szwecji. Jednakże, plany te porzucono. Zamknięcie kopalni w 1984 roku przyczyniło się do wyludnienia osiedla a wraz z nim bloku.

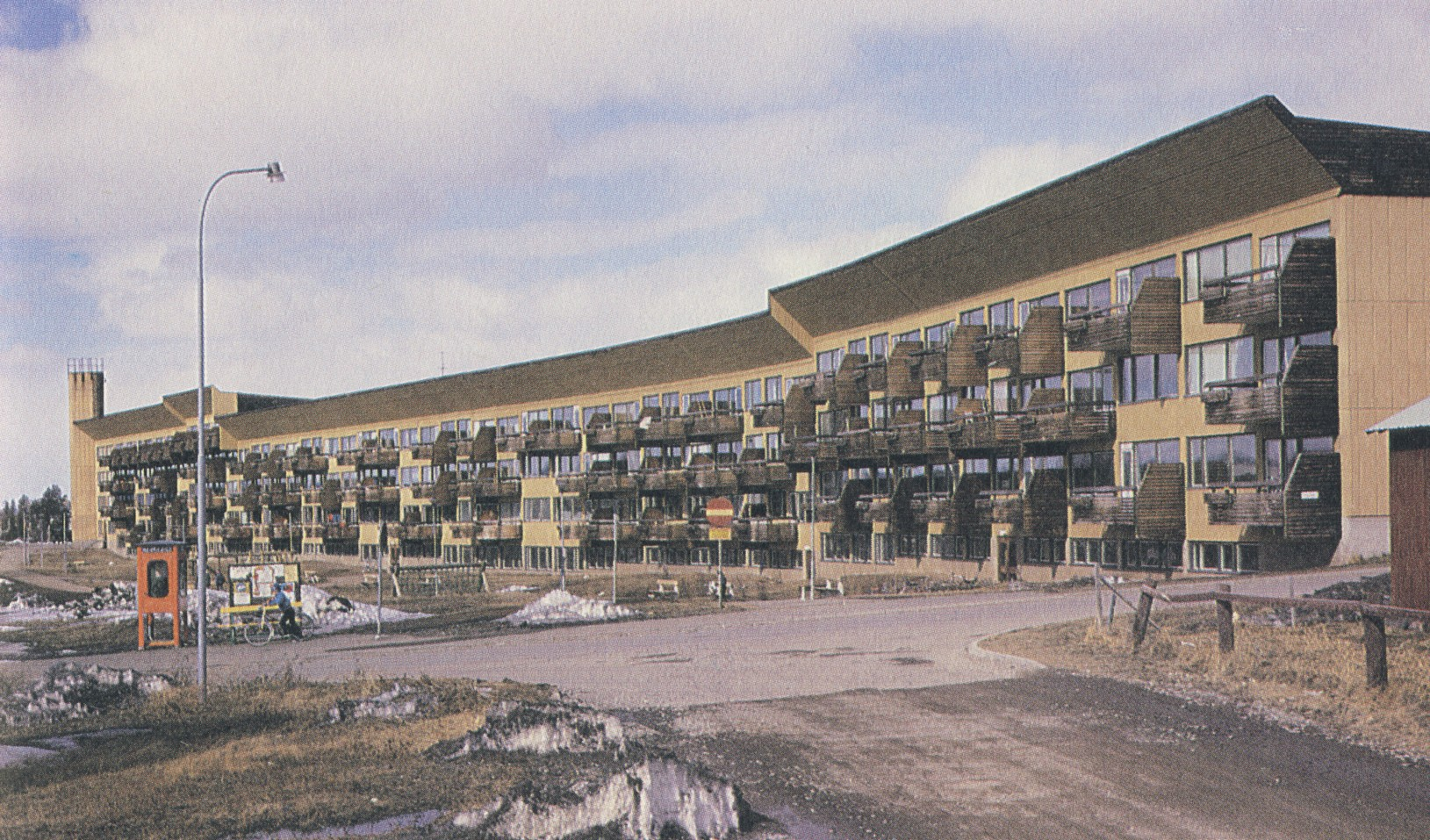
Długi Wąż w Svappavaarze

Do 1999 roku Długi Wąż funkcjonował jako ośrodek dla uchodźców, jednakże ze względu na malejącą ich liczbę, placówka została zlikwidowana a uchodźcy przemieszczeni do innych ośrodków. W kolejnych latach (1999-2003) sekcje Długiego Węża zostały w etapach pozbawione energii cieplnej, co m.in. spotkało się z wybuchającymi Grzejnikami. Obecnie tylko 31 mieszkań nadaje się do użytku, poza tym blok jest ogólnie w bardzo złym stanie. Mimo wniosku gminy Kiruna, aby blok objąć ochroną jako zabytek dziedzictwa kulturowego, istnieje ryzyko wyburzenia połowy budynku.
Perspektywa wznowienia kopalni, a także problem starzejącej się ludności (prospekt utworzenia domu opieki dla ludzi starszych) może stworzyć ponowne potrzeby mieszkaniowe. Inspekcje bloku wykazały jednak że uszkodzenia w związku z wyłączeniem ciepła są nieodwracalne a jedna trzecia budynku przypomina slums.